# Make Me (chanson de Britney Spears)
Singles de Britney Spears
Tom's Diner
(2015) Slumber Party
(2016)
Singles par G-Eazy
Drifting
(2016) Some Kind of Drug
(2016)
Make Me… est une chanson de l'artiste américaine pop Britney Spears et du  rappeur américain G-Eazy. Elle est sortie en tant que premier single du neuvième album studio de la chanteuse, Glory, le 14 juillet 2016.

## Genèse et sortie
En mars 2015, Spears a indiqué qu'elle enregistrait de nouvelles chansons pour son prochain album. La sortie de la chanson aurait été retardée en raison de « difficultés de production ». La chanson est finalement sortie le 14 juillet 2016.

## Composition
Make Me… a été composée par: Britney Spears, Matthew Burns, Joe Janiak, Gerard Gillum. Cette chanson parle de relation et de sexe. Jaycen Joshua est l'ingénieur de mixage de la chanson. Make Me… est une ballade furtif R&B à mid-tempo,. La musique propose des riffs de guitare brutes, des coups de batterie, du synthé et du dubstep. Dans la chanson, Britney Spears utilise une voix douflée et des crescendos dans « Make me oooh, oooh, oooh, oooh ». Les paroles parlent d'une demande pour une satisfaction sexuelle avec le chanteur.
Make Me… est enregistré dans la clé du B♭ majeur avec un tempo de 123 battements par minute dans le temps commun. La chanson suit une progression d'accords de B♭-Cm-Gm, dont la voix de Spears couvrent de G3 à E♭5.

## Accueil

### Accueil critique
Kevin O'Donnell de Entertainment Weekly a donné à la chanson une note de A-, appelant la chanson : un «patraque funk du futur... emballé avec des grincements de synthés et un dubstep -esque-boom-bap séduisant.» Rachel Brodsky de Spin a noté que Spears "chante plus éveillé que d'habitude" sur la piste, notant qu'elle "se dépoussière très bien de la catastrophe avec Iggy Azalea en 2015." Billboard a fait remarquer que, "Brit est à sa meilleure des formes avec une nouvelle piste sexy". Michael Cragg de The Guardian a noté que la chanson "prend un zeitgeist de pop actuelle - celle de l'humeur ensoleillée, et ralenti le sexe." Much note que Spears "est au plus haut de sa forme, appelant la chanson digne d'un come-back".
Idolator indique que la musique est "plus fraiche, qu'elle sonne mieux après la molly-pop de 2011". Fuse a observé que «le chœur balayent les roucoules soufflées de Brit, qui fait partie de la signature de sa discographie et a aidé de se démarquer des autres, pour rendre la BritneyArmy fière." Le Los Angeles Times a également fait l'éloge de Burns pour l'artisanat 'un down-tempo luxuriant qui évite les effets Vocoder et Auto-Tune qui ont fait partie des travaux les plus récents de Britney Spears. Le résultat est une chanson qui permet au chanteur de chanter - vraiment chanter. Et Spears chante mieux que ce qu'elle a pu faire au cours des dernières années".

### Accueil commercial
Le single atteint rapidement la première place sur Itunes dans plus de 55 pays, dont la France, l'Italie et les États-Unis, où il atteint le sommet des charts en moins d'une heure de publication. Le même jour, l'audio de la chanson a été également publiée sur la chaîne VEVO de la chanteuse, qui, en moins de 24 heures, a dépassé les 3 millions de vues.

## Clip vidéo

### Développement
Le clip est réalisé par David LaChapelle qui est notamment à l'origine en 2004 de celui d'une autre chanson de Britney Spears, Everytime. Le tournage a commencé le 2 juin 2016, mais a été finalement annulé et remplacé par un nouveau clip de Randee St. Nicholas qui a lancé une vive polémique au sein des fans qui ont lancé une pétition pour annuler l'officialisation du nouveau clip et reprendre le projet de LaChapelle,. Le clip original fuite le 12 avril 2019.

## Liste des pistes
- Digital download

1. Make Me... feat. G-Eazy – 3:51

- The Remixes EP

1. Make Me... feat. G-Eazy (Cash Cash Remix) – 4:07
2. Make Me... feat. G-Eazy (Marc Stout & Tony Arzadon Remix) – 3:59
3. Make Me... feat. G-Eazy (Tom Bundin Remix) – 3:09

## Crédits et personnels
| - Chant: Britney Spears, G-Eazy - Écriture: Britney Spears, Matthew Burns, Joe Janiak, Gerard Gillum | - Production: Matthew Burns |

Crédits extraits du livret de l'album Glory, Jive Records.

## Classements et certifications
| Pays             | Meilleure Position | Certification | Chiffres  |
| ---------------- | ------------------ | ------------- | --------- |
| Allemagne        | 71                 |               |           |
| Australie        | 39                 |               |           |
| Autriche         | 61                 |               |           |
| Belgique (Fr)    | 41                 |               |           |
| Belgique (Nl)    | 21                 |               |           |
| Canada           | 20                 | Or            | 40 000    |
| États-Unis       | 17                 | Platine       | 1 000 000 |
| France           | 11                 |               | 100 000   |
| Finlande         | 8                  |               |           |
| Hong Kong        | 1                  |               |           |
| Hongrie          | 6                  |               |           |
| Irlande          | 51                 |               |           |
| Italie           | 56                 |               |           |
| Japon            | 95                 |               |           |
| Nouvelle-Zélande | 3                  |               |           |
| Portugal         | 51                 |               |           |
| Royaume-Uni      | 42                 |               |           |
| Suède            | 17                 |               |           |
| Suisse           | 58                 |               |           |

## Historique de sortie
| Pays        | Date            | Format                   | Label |
| ----------- | --------------- | ------------------------ | ----- |
| Monde       | 14 juillet 2016 | téléchargement numérique | RCA   |
| États-Unis  | 14 juillet 2016 | téléchargement numérique | RCA   |
| Royaume-Uni | 14 juillet 2016 | téléchargement numérique | RCA   |
| France      | 14 juillet 2016 | téléchargement numérique | Sony  |